# Langues polynésiennes orientales
Les langues polynésiennes orientales sont un sous-groupe des langues polynésiennes, parlées en Polynésie orientale : îles Cook, Polynésie française, Hawaï, Nouvelle-Zélande, île de Pâques. Elles descendent d'un ancêtre reconstitué, le proto-polynésien oriental.

## Origines
L'histoire des langues polynésiennes orientales est liée au peuplement des îles de l'est de la Polynésie. La classification de ces langues est à la fois étudiée par les linguistes et les archéologues. Plus particulièrement, le point qui est discuté est la place des langues parlées dans les exclaves polynésiennes (Polynesian outliers) dans la naissance du proto-polynésien oriental.

### Modèle traditionnel (1966)
Pour les linguistes Andrew Pawley et Roger Green (1966), les langues polynésiennes orientales sont directement issues des langues polynésiennes nucléaires. Elles se distingueraient des langues samoïques-outliers, ces dernières incluant les langues parlées dans les exclaves (outlier). Cette division du polynésien nucléaire en deux branches a pendant longtemps représenté la norme en linguistique.
- Proto-Polynésien nucléaire
  - Proto-Samoïque outlier
    - Samoan
    - Wallisien
    - Futunien
    - Outliers

  - Proto-Polynésien oriental
    - Rapanui
    - Proto-Central-oriental (rassemble toutes les langues polynésiennes orientales)

### Marck (1999)
En 1999, Jeffrey Marck remet en cause le modèle de Pawley et Green. Il défend l'existence d'un groupe ellicéen (les îles Ellice sont l'ancien nom colonial des Tuvalu), au sein duquel auraient divergé trois groupes : d'une part les langues samoïques, d'autre part les langues outlier, et enfin les langues polynésiennes orientales.

### Wilson (2012)
Toutefois, selon Wililam H. Wilson (2012), les langues polynésiennes orientales proviennent des langues parlées dans les exclaves polynésiennes du nord, notamment celles des îles Carolines et des îles Salomon. Il n'y a pas lieu, pour Wilson, de séparer langues outliers des langues orientales. Son analyse, basée sur la comparaison d'innovations lexicales et grammaticales, remet également en cause l'existence du groupe ellicéen. Il estime que la Polynésie orientale a été peuplée non pas depuis le centre de la Polynésie, mais depuis une migration débutée aux îles Salomon, à plus de 3 000 km au nord des Samoa.
- Proto-polynésien nucléaire
  - ? (langues non classées)
  - Proto-Exclaves du nord - polynésien oriental
    - Proto-exclave carolinien (Proto-Carolinean Outlier)
      - Kapingamarangi
      - Nukuoro

    - Proto-exclaves du nord des Salomons-polynésien oriental (Proto-Solomons Northern Outlier-East Polynesian)
      - Sikaiana
      - Proto-exclave central-nord - polynésien oriental (Proto-Central Northern Outlier-East Polynesian)
        - Proto exclave centre-nord (Proto-Central Northern Outlier)
          - Takuu
          - Luangiua

        - Proto-polynésien oriental
          - Rapanui
          - Hawaïen
          - Maori de Nouvelle-Zélande
          - etc.

## Évolution

### Classification traditionnelle
Le modèle historique retenu par l'archéologie est alors qu'un premier mouvement migratoire depuis la Polynésie occidentale a lieu vers la Polynésie centrale (l'endroit exact d'arrivée étant débattu). Se seraient alors suivis plusieurs siècles de pause, avant que différents groupes issus de différentes îles ne migrent à leur tour, à bord de pirogues à balancier, pour aller coloniser jusqu'aux confins du triangle polynésien (Hawaï, île de Pâques, Nouvelle-Zélande). Ce modèle archéologique a été grandement influencé par la classification élaborée en 1966 par Roger Green. En 1999, le linguiste Jeffrey Marck propose une classification des langues polynésiennes, et reprend les regroupements de Green pour les langues polynésiennes orientales. Le proto-polynésien oriental-central se serait divisé entre les langues tahitiques et les langues marquisiennes, elles-mêmes divisées entre marquisien et mangarévien d'une part, et hawaïen de l'autre.
- Proto-polynésien oriental
  - Rapanui
  - Proto-polynésien oriental central
    - Proto-tahitien
      - Tahitien
      - Maori de Nouvelle-Zélande
        - Moriori

      - Paumotu
      - Rarotongien
      - Mangaia
      - Tongareva
      - Manihiki

    - Proto-Marquisien
      - 
        - Marquisien
        - Mangarévien

      - Hawaiien

### Nouvelle classification (Walworth (2014))
En 2014, la linguiste Mary Walworth estime que le modèle traditionnel ne tient pas et propose la classification suivante des langues polynésiennes orientales :
- Proto-polynésien oriental
  - Rapanui
  - Proto-polynésien nucléaire oriental-central
    - Tahitien
    - Maori de Nouvelle-Zélande
    - Paumotu
    - Rarotongien
    - Mangaia
    - Manihiki
    - Marquisien
    - Mangarévien
    - Hawaïen

Cela signifie que toutes les îles de l'est de la Polynésie, à l'exception de l'île de Pâques, ont été peuplées dans une même vague de migration et que les langues parlées par les habitants se sont développées en même temps. Par la suite, des contacts interinsulaires ont pu entraîner des influences réciproques et des emprunts.